# Aspöck Systems
Aspöck Systems ist ein international tätiger Automobilzulieferer im Bereich Lichttechnik mit Sitz im oberösterreichischen Peuerbach. Das Familienunternehmen ist eines der führenden Hersteller von Lichtanlagen für PKWs, LKW- und PKW-Anhänger, Agrar- und Baumaschinen, Caravans und Motorräder in Europa.

## Geschichte
Felix Aspöck gründete das Unternehmen 1977 im Keller seines Wohnhauses im oberösterreichischen Peuerbach. In den Folgejahren entstand nebenan die erste Produktionsstätte für das entwickelte Stecksystem. Bis heute befindet sich der Hauptsitz des Unternehmens an diesem Ort.
Mit der Einführung der ersten selbstentwickelten Leuchte Multipoint I gelang 1996 der Durchbruch auf dem PKW-Anhängermarkt und die Expansion ins Ausland. Um die Jahrtausendwende wurden mehrere Vertriebsstellen unter anderem in Brasilien, Frankreich und Großbritannien eröffnet. 2007 wurde der Lieferant und Partner Fabrilcar aus Portugal, der sich vor allem auf Leuchten für den Ersatzteilmarkt spezialisiert hatte, mitsamt der Produktionsstätte übernommen und 2008 als Aspöck Portugal in das Unternehmen eingegliedert.
Die Produktionsstätte in Peuerbach wurde 2009 erweitert und unter anderem durch ein 27 Meter hohes, automatisiertes Hochregallager ergänzt. Auch die Produktion in Portugal wurde in der Folge mehrfach vergrößert. 2016 folgte die Eröffnung einer neuen Produktionsstätte in Polen.
Seit 2018 entwickelt und produziert Aspöck Systems verkapselte LED-Bänder für den Fahrzeugbereich. Unter der Marke Aspöck LumEU kommen diese auch in der Industrie, in Privathaushalten oder in Hotels zum Einsatz.

## Unternehmensstruktur
Die Aspöck Systems GmbH ist zu 99 Prozent in der Hand der Aspöck Privatstiftung. Diese Stiftung soll den Fortbestand des Unternehmens und der zugehörigen Immobilien sichern und ist zusätzlich Mehrheitseigner weiterer mit der Familie Aspöck in Verbindung stehender Beteiligungsgesellschaften mit verschiedenen Funktionen.
Karl Aspöck, der Sohn des Gründers Felix Aspöck, leitet das Familienunternehmen in zweiter Generation.

## Produkte
Den Großteil des Umsatzes macht Aspöck Systems mit Beleuchtungssystemen für gezogene Fahrzeuge. Ein wachsender Markt ist der Automotive-Bereich. Des Weiteren umfasst das Portfolio Leuchten aller Art für Agrar- und Baumaschinen, für Motorräder sowie Caravans und Sonderfahrzeuge. Teil der Beleuchtungssysteme ist in der Regel auch die Verkabelung, die neben den Leuchten ebenfalls von Aspöck Systems hergestellt wird. Dazu wurde eigens das Stecksystem Aspöck Stecker System (ASS) entwickelt.

## Standorte
Der Hauptsitz von Aspöck Systems befindet sich in Peuerbach in Österreich. Dort ist auch eine Produktionsstätte ansässig. Drei weitere Produktionsstandorte sind Vila de Cucujães in Portugal, Flores da Cunha im brasilianischen Bundesstaat Rio Grande do Sul und Kluczbork in Polen.
Des Weiteren gibt es acht Vertriebsniederlassungen in Brasilien, Deutschland, Frankreich, Großbritannien, Italien, Polen, Schweden und in der Türkei.